# Dmytro Abramowytsch

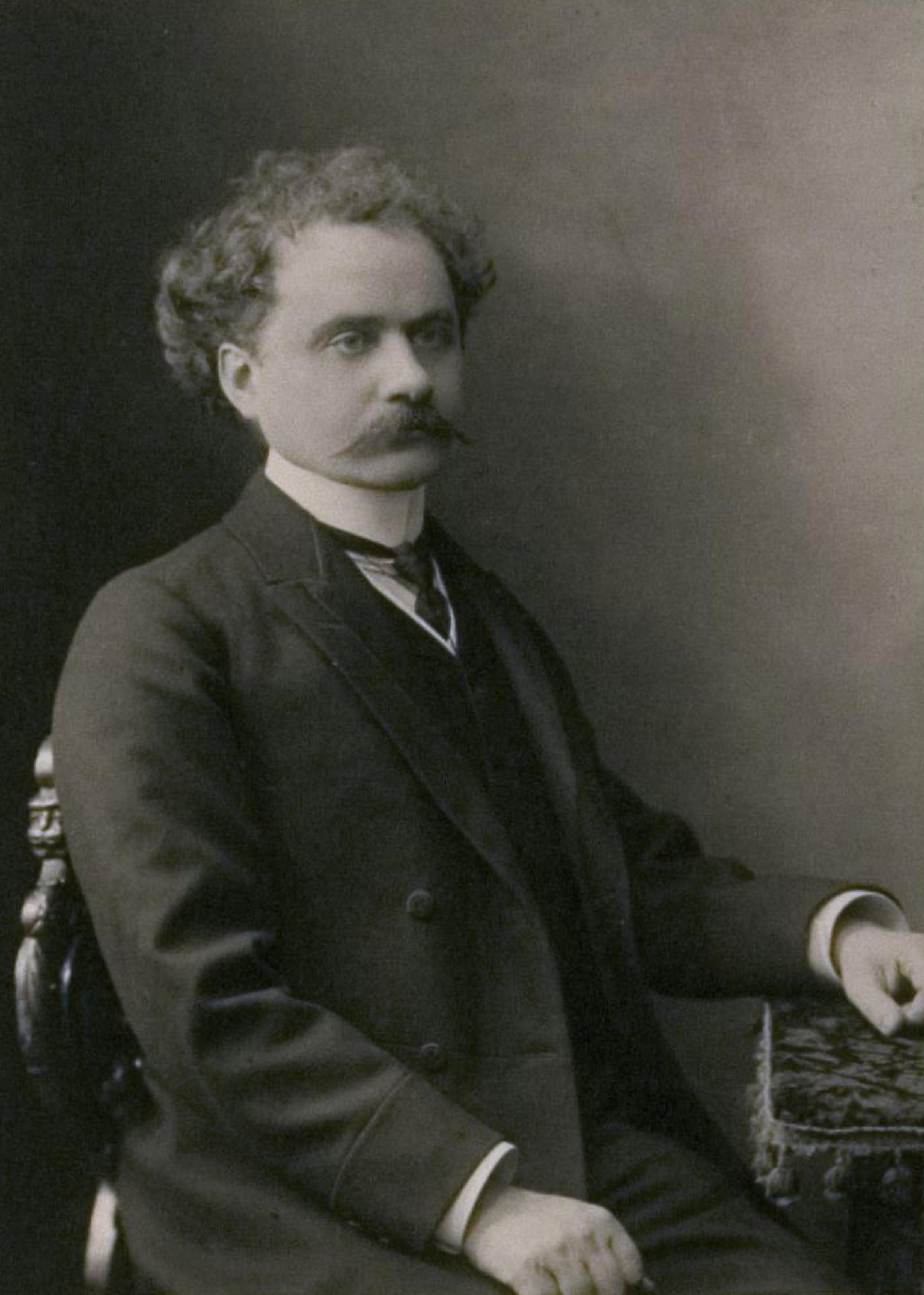
Dmytro Abramowytsch 1914

Dmytro Iwanowytsch Abramowytsch (ukrainisch Дмитро Іванович Абрамович, russisch Дмитрий Иванович Абрамович Dmitri Iwanowitsch Abramowitsch; * 26. Julijul. / 7. August 1873greg. in Gulewitschi, Gouvernement Wolhynien, Russisches Kaiserreich; † 4. März 1955 in Vilnius, Litauische SSR) war ein ukrainischer Historiker der russischen und altukrainischen Literatur, Philologe, Slawist und Paläograph.

## Leben
Dmytro Abramowytsch kam in der am Ufer des Stochid gelegenen Kleinstadt Gulewitschi (Гулевичи), dem heutigen Dorf Huliwka (Гулівка) in der ukrainischen Oblast Wolyn, zur Welt. Er absolvierte 1897 die Theologische Akademie Sankt Petersburg. Von 1903 an leitete er die Fakultät für Russische und Altslawische Sprache an der Theologischen Akademie in Sankt Petersburg, bis er 1909, wegen angeblicher Unzuverlässigkeit, seines Amtes enthoben wurde.
Er wurde 1921 korrespondierendes Mitglied der Akademie der Wissenschaften der UdSSR.
In der Sowjetunion war er Professor an der Universität Leningrad und von 1939 bis 1941 am Pädagogischen Institut Smolensk sowie nach dem Zweiten Weltkrieg an der Universität Vilnius.
Er starb 81-jährig im lettischen Vilnius.

## Werk
Abramowytsch studierte die Korrespondenz zwischen Nikolai Kostomarow und Mychajlo Drahomanow und war Verfasser des Werkes Über Umfang und Charakter der literarischen Aktivitäten von Nestor dem Chronisten (Moskau, 1902). Über dieses Werk äußerte sich Iwan Franko 1903  folgendermaßen:

„ist eine sehr sorgfältige und genaue Zusammenfassung von allem, was bisher getan wurde, um die literarische Geschichte und den historischen Wert von Kiew-Pechersk Paterik zu klären.“

Das Ergebnis seiner langjährigen Forschung zu Paterik von Kiew-Pechersk waren seine Werke: Kiew-Pechersk Paterik (1911), Kiew-Peschersk Paterik: Einführung, Text, Anmerkungen (1931, überarbeitet. 1991).
Mehrere Ausgaben des Kiewer Höhlenpaterikons wurden unter der Leitung von Abramowytsch publiziert, darunter eine Ausgabe in der Reihe Pamiatkymovy ta pys'menstva davn'oï Ukraïny (Bd. IV, Kiew 1930). Darüber hinaus gab er 1916 Das Leben der Heiligen Märtyrer Boris und Gleb heraus. Mehrere der von ihm verfassten Artikel über altukrainische Literatur erschienen in den Reihen der Ukrainischen wissenschaftlichen Gesellschaft in Kiew und der Allukrainischen Akademie der Wissenschaften sowie in der Zeitschrift Ukraïna (1914–30). Des Weiteren forschte Abramowytsch zur Geschichte der russischen Literatur des 19. Jahrhunderts.